# USS Boxer (CV-21)
La USS Boxer (codici e numeri d'identificazione CV/CVA/CVS-21, LPH-4) è stata una delle 24 portaerei della classe Essex, costruita durante la seconda guerra mondiale per la United States Navy, la marina militare degli Stati Uniti d'America. Il suo nome fa riferimento a un brigantino britannico catturato dalla USS Enterprise nel settembre 1813. È stata avviata il 14 dicembre 1944, e promossa da Ruth D. Overton, figlia del senatore John H. Overton della Louisiana.
Dopo la guerra di Corea come molte delle portaerei sue simili è stata messa fuori servizio poco dopo che finì la guerra, ma fu modernizzata e rimessa in servizio nel 1950 e ridenominata come portaerei d'attacco (CVA), come portaerei antisommergibile (CVS) e infine come nave d'assalto anfibio (LPH).
Ha partecipato ad una serie di esercizi di addestramento, tra cui l'operazione Power Pack, l'operazione Steel Pike e la crisi dei missili di Cuba. Nei suoi ultimi anni ha servito come nave spaziale durante il programma Apollo, e anche come trasporto di truppe durante la guerra del Vietnam.
È stata dismessa il 1º dicembre 1969 dopo 25 anni di servizio ed è stata venduta come rottame.